# Drożdże piwowarskie

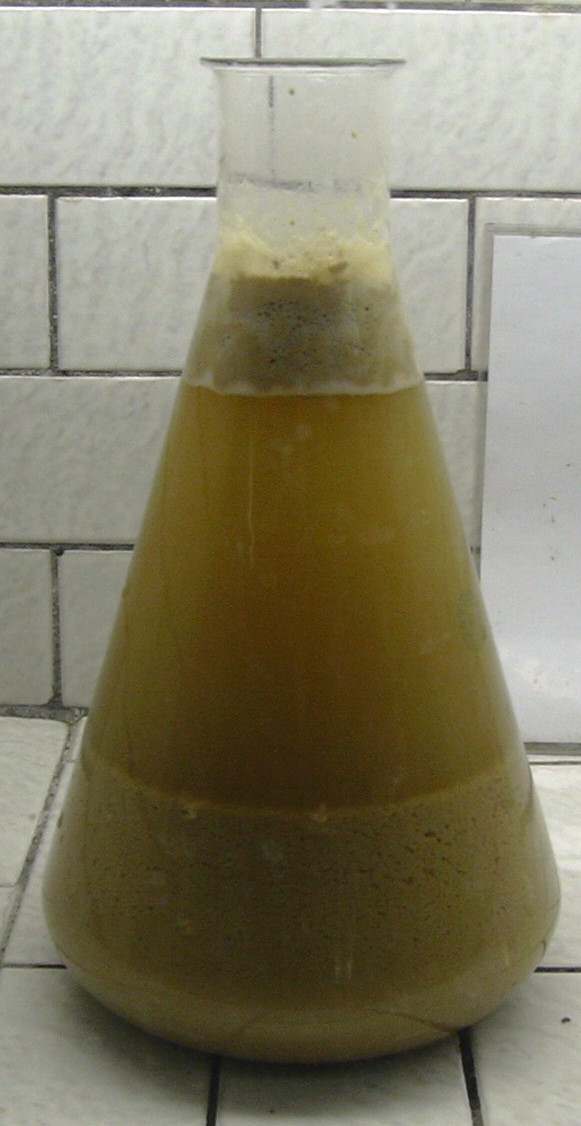
Drożdże piwowarskie

Drożdże piwowarskie, drożdże piwne – odmiany drożdży wykorzystywane do produkcji piwa.
Rozwój technologii piwowarskich i technik mikrobiologicznych spowodował wyselekcjonowanie specjalnych odmian drożdży piwnych niemających swoich odpowiedników w naturze. Wpływ na to miała technologia fermentacji charakterystyczna dla piwowarstwa, która wykorzystywała drożdże z jednej fermentacji, aby zapoczątkować następną.

## Charakterystyka
Drożdże piwowarskie dzielą się na drożdże górnej i dolnej fermentacji w zależności od temperatury fermentacji (górne w wyższej temperaturze, dolne w niższej):
- drożdże górnej fermentacji to wybrane szczepy z gatunku Saccharomyces cerevisiae,
- drożdże dolnej fermentacji (drożdże lagerowe) to szczepy z gatunku Saccharomyces pastorianus (dawniej znanego jako Saccharomyces carlsbergensis)[a].

Oprócz wyżej wymienionych odmian hodowlanych, określanych mianem szczepów szlachetnych, w piwowarstwie wykorzystywane są także szczepy nieszlachetne występujące naturalnie, czyli dzikie drożdże, głównie z rodzaju Dekkera (tzw. Bretty).
Drożdże są dodawane do brzeczki piwnej w celu wywołania fermentacji alkoholowej. Dzięki zawartemu w nich enzymowi zwanemu zymazą rozkładają one obecne w brzeczce glukozę, fruktozę, sacharozę i maltozę na alkohol etylowy i dwutlenek węgla.
Do brzeczki dodaje się najczęściej 0,5 l/hl gęstwy drożdżowej, otrzymanej m.in. w procesie propagacji, lub 0,3 kg/hl w przypadku drożdży prasowanych. Dodanie do brzeczki 0,5 l/hl gęstwy drożdżowej oznacza obecność 15 mln komórek/cm³.
Od 1978 r. datuje się pierwsze próby uzyskania przy pomocy inżynierii komórkowej i genetycznej drożdży o najlepszych cechach fizykochemicznych i fizjologicznych przydatnych w piwowarstwie. Obecnie wykorzystuje się już szczepy drożdży zmodyfikowanych genetycznie.
Browary wymieniają drożdże po 5-10 cyklach fermentacji, a następnie pobierają nową kulturę drożdży z propagatora. Żywotność drożdży określa ich możliwości fermentacyjne. Zdrowa kultura drożdży zawiera nie mniej niż 95% komórek żywych. Ich spadek poniżej 85% skutkuje zaprzestaniem ich stosowania w celach fermentacji piwa.
Stosowanie brzeczek HGB wpływa na zwiększenie ilości produkowanych drożdży.
Mikrobrowary używają często suszonych drożdży piwowarskich.
Drożdże są jednym z nielicznych gatunków istot żywych zdolnych do wykorzystania fermentacji alkoholowej, by podtrzymać funkcje życiowe, jeśli brakuje tlenu.

## Przemiana materii u drożdży piwowarskich
Drożdże to organizmy względnie beztlenowe. Oznacza to, że w obecności tlenu zamiast z fermentacji, korzystają one z bardziej wydajnego procesu oddychania tlenowego. Dlatego w procesie warzenia piwa utrzymanie beztlenowego środowiska ma zasadnicze znaczenie. Drożdże uzyskują wtedy energię na drodze fermentacji alkoholowej, której produktami jest etanol i dwutlenek węgla.
Procesy przemiany materii w komórkach drożdżowych można podzielić na:
- odfermentowanie cukrów i przemiany węglowodanów

drożdże pobierają z brzeczki najpierw cukry proste jak glukoza i fruktoza, następnie dwucukry maltozę i sacharozę i na końcu maltotriozę i odfermentowują je w tej kolejności. Drobna część maltozy zostaje przetworzona na węglowodany zapasowe, w szczególności na glikogen, odkładany w cytoplazmie w postaci barwiących się z jodem złogów glikogenu.
- przemiany substancji białkowych

Białka stanowią od 35–60% suchej substancji drożdży. Do budowy komórek drożdże wymagają więc dużych ilości azotu. Jego źródłem są przede wszystkim wolne aminokwasy. Z aminokwasów powstają alkohole wyższe, które stanowią produkt uboczny przebiegu fermentacji. Przemiany ciał białkowych mają duże znaczenie dla jakości powstającego piwa, gdyż wiele z nich pozostaje w gotowym piwie wpływając na jego smak, trwałość koloidalną oraz pienistość.
- przemiany tłuszczów (lipidów)

W skład błon komórkowych drożdży wchodzą substancje tłuszczowe połączone z białkami i fosforem. Podczas fermentacji drożdże zwiększają swoją masę 4-6 krotnie, co powoduje konieczność budowy nowych komórek i wytworzenia odpowiedniej ilości lipidów, które z kolei wymagają odpowiedniej ilości tlenu.
- przemiany związków mineralnych

Spośród substancji mineralnych drożdże potrzebują przede wszystkim fosforu i siarki. Fosfor pobierany jest w postaci fosforanów i pochodzi ze słodu. Siarka natomiast pobierana jest przez drożdże w postaci nieorganicznych siarczanów oraz siarkowych aminokwasów. Zwiększone ilości dwutlenku siarki powstają przede wszystkim przy podwyższonej temperaturze fermentacji, długim leżakowaniu piwa i niskim napowietrzeniu brzeczki. W przemianach związków siarkowych, obok tworzenia siarczynów, ważną, ale negatywną rolę odgrywa tworzenie się siarczków, w szczególności siarczku dimetylu (DMS).

## Czynniki niekorzystnie wpływające na zdolność fermentacyjną drożdży
Do podstawowych czynników o negatywnym wpływie na zdolność fermentacyjną drożdży piwowarskich zalicza się:
- Wysoki ekstrakt brzeczki

Brzeczki o podwyższonym ekstrakcie wykazują wysokie stężenie cukrów i niedostateczną ilość aminokwasów. Ponowne ożywienie fermentacji może nastąpić poprzez dodanie świeżych drożdży, najlepiej w postaci gęstwy drożdżowej w fazie wysokich krążków z innego tanku.
- Zwiększona zawartość alkoholu

Zawartość alkoholu do 7% drożdże znoszą bez problemu. W przypadku wyższego stężenia alkoholu następuje: zahamowanie przyrostu masy komórek drożdży, obniżenie żywotności komórek, zahamowanie fermentacji.
- Zbyt niska zawartość cynku

Zbyt mała ilość cynku poniżej 0,12 mg Zn/l w brzeczce ma duże znaczenie dla syntezy białka, rozmnażania się drożdży i fermentacji. Brak odpowiedniej ilości cynku hamuje normalny bieg fermentacji i utrudnia redukcję dwuacetylu. Znajdujący się w słodzie cynk przechodzi do brzeczki w zaledwie 20%. Na wyższą zawartość cynku wpływa korzystnie niższe pH, niskie temperatury zacierania oraz stosunek zasypu do nalewu 1:2,5. Niedostatki cynku można również uzupełnić przez dodanie chlorku cynku (w Niemczech prawo czystości na to nie zezwala)
- Niska początkowa zawartość tlenu w brzeczce:

Aby się rozmnażać, drożdże potrzebują tlenu. Jego niedostatek powoduje zubożenie drożdży w lipidy i nienasycone kwasy tłuszczowe, zahamowanie rozwoju komórek, wydłużenie czasu fermentacji, zwiększenie udziału martwych komórek. Minimalna ilość tlenu w brzeczce to 8–10 mg O2. Tlen zużywany jest przez drożdże w pierwszej fazie fermentacji całkowicie i nie wpływa negatywnie na jakość piwa.
- Niskie temperatury

Drożdże są bardzo wrażliwe na szokowe zmiany temperatur w dół. Wydzielają one wtedy aminokwasy i nukleotydy, a rozmnażanie komórek, jak i fermentacja ulega spowolnieniu lub zahamowaniu.

## Drożdże jako produkt uboczny
Po zakończonej fermentacji drożdże w postaci gęstwy drożdżowej zbierane są do kadek drożdżowych w celu ich ponownego wykorzystania lub jako produkt uboczny o wysokich wartościach przeznaczane są na cele paszowe lub do produkcji preparatów białkowych i aminokwasowych dla celów spożywczych oraz preparatów witaminowych. Drożdże przeznaczone do dalszego wykorzystania przemywane są i przechowywane w wodzie o temperaturze 1–3 °C do ponownego użycia.
Drożdże przeznaczone do celów paszowych przekazywane są do wytwórni pasz w postaci mokrej gęstwy lub w postaci suchej. Głównie ze względu na zawartość białka i witamin wpływają korzystnie na mleczność krów, podawane są również trzodzie chlewnej jako składnik paszy.
W celu uzyskania preparatów białkowych i aminokwasowych drożdże poddawane są odgoryczaniu i suszeniu. Do wytwarzania preparatów witaminowych wykorzystuje się drożdże nieodgoryczone, z których ekstrahuje się preparaty o wysokiej zawartości witamin z grupy B, które występują w drożdżach w znacznych ilościach.